# 王士俊 (康熙進士)
王士俊（？—1756年），字灼三，号犀川，贵州平越（今贵州福泉）人，清朝政治人物、同進士出身。

## 生平
康熙六十年（1721年）辛丑科進士，三甲五十五名，官許州知州，历任广东布政使、湖北巡抚、河东总督兼河南巡撫、署兵部侍郎，继田文镜在河南苛政，督促开垦，勒令州县虚报垦荒数字及劝民捐输，尽报不可垦种之地。随后解任。乾隆初年任四川巡撫。疏陈时政，传言乾隆帝翻雍正朝之案，请停大学士兼部等，得罪乾隆帝，被免官。乾隆二十一年卒。著有《閑家編》。